# 조영수 (성악가)
조영수(1947년 8월 9일 ~ )는 대한민국의 성악가이다. 2002 월드컵 폴란드전에서 애국가를 불렀다.

## 경력
- 부산대학교 성악과 교수

## 가족 관계
- 형 : 조영남 (1945년 4월 2일 ~ )